# رئوس مطالب علوم زمین
کره‌های زمین مفهومی است که به لایه‌ها یا کره‌های تشکیل دهندهٔ زمین گفته می‌شود. کره‌های زمین عبارتند از
- آب‌کره
- زیست‌کره
- سخت‌کره
- هواکره[۱]

گاهی برای تقسیم بندی قسمت‌های مختلف زمین عبارت‌های زیر نیز به کار برده می‌شوند
- خاک‌کره (پوستهٔ زمین)[۲]
- جبه یا گوشته
- مردم‌کره
- یخ‌کره